# Leptodontidium
Leptodontidium is een geslacht van schimmels uit de familie Leptodontidiaceae. De typesoort is Leptodontidium elatius.

## Soorten
Volgens Index Fungorum telt het geslacht 11 soorten (peildatum januari 2022):
| Soortnaam                    | Auteur(s)                            | Publicatiejaar |
| ---------------------------- | ------------------------------------ | -------------- |
| Leptodontidium aciculare     | V. Rao & de Hoog                     | 1986           |
| Leptodontidium aureum        | Hern.-Restr., Guarro & Gené          | 2017           |
| Leptodontidium beauverioides | (de Hoog) de Hoog                    | 1979           |
| Leptodontidium boreale       | (de Hoog) de Hoog                    | 1979           |
| Leptodontidium camptobactrum | (de Hoog) de Hoog                    | 1979           |
| Leptodontidium cubense       | R.F. Castañeda                       | 1988           |
| Leptodontidium diaphanulum   | (Cooke) Baral                        | 2020           |
| Leptodontidium irregulare    | (de Hoog) de Hoog                    | 1979           |
| Leptodontidium obscurum      | (de Hoog) de Hoog                    | 1979           |
| Leptodontidium quercuum      | Tsuneda, N. Maek. & Currah           | 1996           |
| Leptodontidium trabinellum   | (P. Karst.) Baral, Platas & R. Galán | 2015           |